# بروتين حمضي موجب
بروتين حمضي موجب (بالإنجليزية: Eosinophil cationic protein)‏ ويدعى أيضاً ريبونوكلياز 3
وهو بروتين أساسي يقع في التركيب الأولي لحشوة الحمضات.
يشفر البروتين اليوزيني الموجب في جسم الإنسان عن طريق الجين
RNASE3
ويطلق هذا البروتين أثناء إزالة الحبيبات للخلية الحمضية ويرتبط هذا البروتين بالأتهاب والربو لأنه في هذه الحالات يزيد إفراز هذا البروتين في الجسم.
وهنالك ثلاثة أشكال مرتبطة بالغليكوزيل للبروتين الحمضي الموجب ولهذا البروتين مدى للوزن الجزيئي من 18-22 وحدة كتلة ذرية.

## الوظيفة
يرتبط البروتين الحمضي الموجب وسلسلته بالحمضات مستمدة الأعصاب وكلاهما من اجزاء الفصيلة العليا للريبونوكلياز.
و كلا البروتينين يجمعان سموم الأعصاب، وسموم الديدان الطفيلية وتأثير تحلل الحمض النووي الريبوزي.
و يقع البروتين الحمضي الموجب في حشوة الحبيبات في الخلايا الحمضية.

## تأثير الحمضات مستمدة الأعصاب وسميتها
تأثير ريبونوكلياز على البروتين الحمضي الموجب غير أساسي للسمية.
عندما يتحور مكانين نشطين لريبونوكلياز معروف إلى نظير غير وظيفي (لايسين في موقع 28 إلى آرغنين وهيستدين في موقع 128 إلى اسبرتات)، بالمقارنة مع أنواع واسعة من البروتين الحمضي الموجب.
البروتين الحمضي الموجب المبدل تبقى سميته لكنه لن يعد يملك تأثير الريبونوكلياز.
التجربة التي تدعم تحويل الحمضين الأمينيين إلى نظير غير وظيفي تثبط تأثير الريبونوكلياز للبروتين الحمضي الموجب.
إنما يحافظ على تأثيره لمضادات الطفيليات أيضاً لا يتغير في إنتاج وإرسال البروتين الحمضي الموجب في البكتيريا.
البروتين الحمضي الموجب شديد السمية له القدرة على قتل الخلايا الطلائية في القصبة الهوائية للخنزير الغيني  ، لوكيميا الثديات ، سرطان نسيج الأدمة، وسرطان الثدي
إضافة إلى خلايا غير الثديات من البكتيريا والطفيليات والفيروسات.
البروتين الحمضي الموجب الناضج هو سام للخلايا الطلائية في قصبة الإنسان عن طريق الارتباط المتخصص لسطح خلايا سلفات الهيبارين بروتيوغلَيكان متبوع ببلعمة.

## البروتين الحمضي الموجب يحفز الموت المبرمج

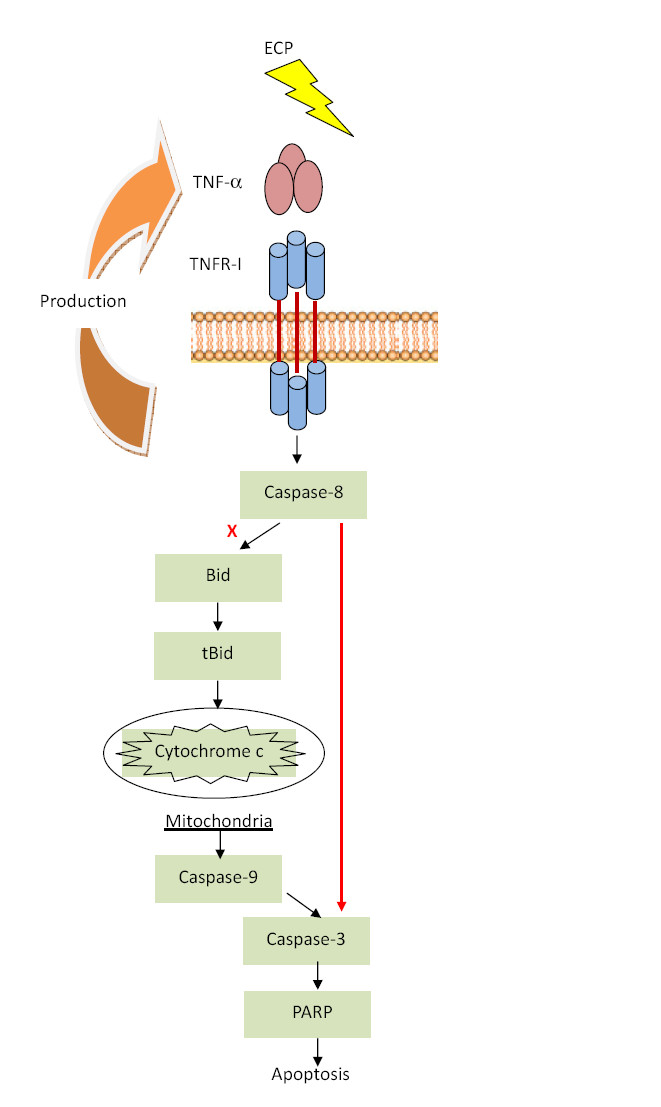
Role of rECP apoptosis.

تظهر الدراسات أن هذا البروتين مع إنزيم ريبُونُوكْلَياز يحفز حدوث الموت المبرمج في الخلايا.
آخر الدراسات تثبت ان البروتين الحمضي الموجب يسبب سمية في HL-60 وخلايا الهيلا عن طريق كاسبيز3 المنشطة.
إنزيم الريبُونُوكْلَياز السام يلعب دوراً هاماً في موت الخلية.
ان آلية تحفيز الموت المبرمج من قبل البروتين الحمضي الموجب لم يتحقق منه بعد بالشكل الكامل، الدراسات الأخيرة تقول أن خلية اليوزينوفيل مسؤولة عن تحفيز موت الخلايا الطلائية عن طريق الموت المبرمج والنخر.
البروتين الحمضي الموجب يسبب الموت المبرمج عن طريق كاسبيز-8 ينشط من خلال الطريقة المستقلة عن الميتوكندريا. يزيد من الكروماتين المكثف، التجمع الفرعيG 1، تقطيع PARP وتقطيع ال DNA يسمح لهذا البروتين بتحفيز الموت المبرمج في الخلايا الطلائية للقصبة الهوائية.

## الأهمية السريرية
خلايا اليوزينوفيل المحببة تظهر بأعداد كبيرة في مواقع الالتهابات واستجابة للإتهابات الناتجة عن الطفيليات هذه الخلايا المحببة تملك بروتينات شحنتها موجبة.
البروتين الحمضي الموجب هو واحد من أربع بروتينات أساسية والتي تدخل الأنسجة المحيطة وتحفز افراز حبيبات الخلايا اليوزينية.
على الرغم من دوران البوتين الحمضي الموجب تختلف بشكل واسع من مريض لآخر إلا أن بعض الدراسات تظهر أن قياس هذا البروتين بالسيرم يرصد العديد من الأمراض المنشطة للالتهابات.
تركيز البروتين الحمضي الموجب في البلازما وسوائل الجسم الأخرى يزيد اثناء تفاعلات الالتهابات ويعرف عن طريق خلايا اليوزينوفيل النشطة.
أيضاً البروتين الحمضي الموجب في السيرم يستخدم كمقياس لمتلازمة الربو
وارتفاعه يوافق اعراض بداية الهجوم. في مرضى الأزمة الموسمية، مقياس البروتين الحمضي الموجب يظهر التغير في نشاط المرض خلال السنة.
هناك العديد من الآليات القادرة على التجمع لتبدأ هجوم الربو.
تتضمن اجسام مضادة محددة من نوع كريين مناعي هـ، تنشط خلايا الالتهابية، آليات عصبية المنشأ فرط الاستجابة وعدم التوازن الهرموني للفرد.
تفاعلات الحساسية في الرئتين عادة لها طورين:
الطور الأخير يحدث عادة في عدة ساعات بعد الهجوم، بعد تجمع الخلايا اليوزينية في القصبة الهوائية واطلاق الحبيبات البروتيينية والتي تسبب تهيج القصبة.
البروتين الحمضي الموجب هو أيضاً سام للخلايا العصبية وبعض الخلايا الطلائية وخلايا عضلة القلب المعزولة. وهذا ممكن أن يكون سبباً لاضطرابات الحكة في الجلد.
تركيز البروتين الحمضي الموجب في السيرم أيضاً مرتبط بنشاط التهاب الجلد التأتبي.
البروتين الحمضي الموجب عامل ربط مع الأعراض (تحزز، اضطراب النوم، الحمامى، حطاطة، الحكة، والتسلخ) لالتهاب الجلد التأتبي وأيضًا يرتبط مع الإجمالي الكلي للمصادر السريرية.
مقياس البروتين الحمضي الموجب عبر السيرم لقياس حدة الربو، مراقبة العلاج وتحديد حدة الالتهابات الرئيسية توفر ظروف الجلد فائدة سريرية في انها تصبح عرضة للتناقضات يؤدي إلى تنوع واسع في البحوث الفردية وفحوص المرضى خاصة في للأطفال.
المدى الطبيعي للبروتين الموجب اليوزيني في الدم هو من 2.3 إلى 16 مايكروغرام/لتر.